# Damavand (città)
Damāvand (farsi دماوند) è il capoluogo dello shahrestān di Damavand, circoscrizione Centrale, nella provincia di Teheran in Iran. Aveva, nel 2006, una popolazione di 36.433 abitanti. Si trova ad est di Teheran e vicina al monte Damavand, la cima più alta del paese (5.610 m).

## Monumenti e luoghi d'interesse
- La torre ottagonale, mausoleo di Sheikh Shebli (o Shebeli), del periodo selgiuchide, a est della città[2].

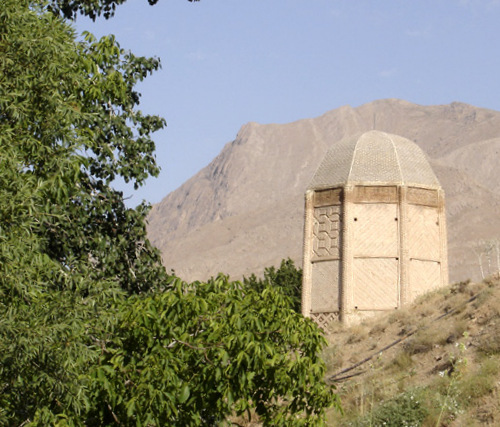
La torre Shebli